# Tetraphyllum confertiflorum
Tetraphyllum confertiflorum är en tvåhjärtbladig växtart som först beskrevs av Emmanuel Drake del Castillo, och fick sitt nu gällande namn av Brian Laurence Burtt. Tetraphyllum confertiflorum ingår i släktet Tetraphyllum och familjen Gesneriaceae. Inga underarter finns listade i Catalogue of Life.